# آلگنی انرژی
آلگنی انرژی (انگلیسی: Allegheny Energy) شرکت برق آمریکایی است، که در سال ۱۹۰۷ تأسیس شد.